# Кудименко Євген Дмитрович
Кудименко Євген Дмитрович (25 грудня 1922 року — 31 грудня 1982, Одеса) — радянський футболіст, що виступав на позиції нападника.

## Кар'єра
Грав за «Харчовик» у 1945—1946 та 1948—1950 роках. Усього за «Харчовик» провів більше 110 матчів та забив більше 29 голів. Також виступав за «Динамо» Київ у 1947 році.

## Статистика у чемпіонаті
| Сезон | Клуб       | Ігор | Голів |
| ----- | ---------- | ---- | ----- |
| 1946  | «Харчовик» | 23   | 5     |
| 1947  | «Динамо»   | 3    | 1     |
| 1948  | «Харчовик» | ?    | ?     |
| 1949  | «Харчовик» | ?    | 26    |
| 1950  | «Харчовик» | 16   | 3     |